# ジャヴァリ谷
ジャヴァリ谷（ヴァーレ・ド・ジャヴァリ、バーレ・ド・ジャバリ、ジャバリ谷） （ポルトガル語:Vale do Javari、英語:Javari Valley）は、ブラジルで最も大きな先住民区域である。その面積は、85,444.82 km 2に及び、オーストリアよりも広い。名称は、 この地域で最も重要な河川である、ジャヴァリ川にちなむ。この川は、1851年以来、ペルーとの国境を形づくっている。ジャヴァリ谷先住民区域は、ジャヴァリ川に加えて、パルド川、キシト川、 Itaquai川、イトゥイ川でも区切られている。この区域には、 アマゾナス州西部の隣接地域およびアタラヤ・ド・ノルテ市の大部分が含まれる。

## 住民
ジャヴァリ谷には、マティス族、マツェ族（マヨルナ族）、クリナ族などの、なんらかの方法で接触可能な3,000人のブラジルの先住民が住む。一方、 未接触の先住民も、推定で2,000名以上住んでおり、それらの人々は少なくとも14の部族に属している（Isolados do Rio Quixito、Isolados do Itaquai (コルボ族)、Isolados do Jandiatuba、Isolados do Alto Jutai、Isolados do Sao Jose、Isolados do Rio Branco、Isolados do Medio Javari、Isolados do Jaquirana-Amburusなど）。未接触部族は、保護区の奥深くに住んでいると考えられ、空中から識別された19の村落に居住しているようである。国立先住民保護財団（FUNAI）のファブリシオ・アモリム（Fabricio Amorim）によれば、そこは「世界で最も、隔絶した集団が密集している」地域である。

## 飛行機事故
2009年10月、保護地区の中央に飛行機が緊急着陸した。マティス族の人々が、11人のうち9人の生存者を発見し、生存者たちはヘリコプターで保護地区から搬送された。

## メディア
ジャヴァリ谷は、ナショナルジオグラフィックのライター・スコット・ウォレスの著作『征服されざる者―アマゾン最後の未接触部族を求めて』（The Unconquered: In Search of the Amazon's Last Uncontacted Tribes）の舞台である。この本には、2002年にSydney Possueloによって率いられた、76日間の探検の詳細が記述されている。この探検によって、ある未接触部族「矢の人々」の状態について知ることができたとされている。

## 注記
1. 1 2  Phillips, Tom (2011年6月22日). “Uncontacted tribe found deep in Amazon rainforest”. The Guardian 2011年6月22日閲覧。
2. 1 2  Colitt, Raymond (2009年10月30日). “Amazon Indians find plane crash survivors”. Reuters 2011年6月22日閲覧。
3. ↑  “ブラジルで軍の小型機が事故、先住民が機体を発見”. AFP. (2009年10月31日)